# Swede Sensation
Swede Sensation ist eine deutsche Tribute-Band, deren Repertoire sich aus den größten Hits der erfolgreichen schwedischen Pop-Gruppe ABBA zusammenstellt.

## Geschichte
Die ABBA Tribute Band wurde 2004 für eine internationale Tournee-Produktion gegründet. Die Urbesetzung bestand aus den Solisten Saskia Tanfal (als Agnetha Fältskog), Dominique Lacasa (als Anni-Frid Lyngstad), Marcus Fritzsch (als Benny Andersson) und Tom Luca (als Björn Ulvaeus). Die Show gastierte als einzige deutsche ABBA Tribute Band, die nicht aus einzeln gecasteten Sängern bestand, europaweit in vielen größeren Konzerthäusern und Hallen, wie z. B. Churchill Theatre London, Barcelona Theatre Musical, Gewandhaus zu Leipzig, Friedrichstadt-Palast Berlin, Gasteig München, Alte Oper Frankfurt, Classic Open Air Berlin u. v. m.
2006 erfolgte eine Umbesetzung. Es wurde weiterhin großer Wert darauf gelegt, alle vier Mitglieder gleichwertig als Solisten in die Show zu integrieren. Als Benny Andersson wirkte nun Christoph Binder und als Anni-Frid Maira Rothe mit. Unter dem Namen ABBACAPELLA gastierte die ABBA Tribute Show weiterhin europaweit in Konzerthäusern, auf Open-Air-Bühnen, Galas, Messen, sowie zu Veranstaltungen namhafter Firmen, wie Mercedes-Benz, Dr. Oetker, Sparkasse, Postbank, NDR, MDR, IKEA. Zur Silvesterfernsehshow Polens 2008/09 mit Polsat präsentierte ABBACAPELLA ihre Abbashow live in Warschau vor 100.000 Zuschauern. Die ABBA Tribute Show spielte als Supportact für verschiedene internationale Künstler, wie Mike & the Mechanics, Kim Wilde, Boney M. oder Bonnie Tyler. Seit 2012 sind die Solisten Sara Mosquera (als Anni-Frid Lyngstad) und Mike Rubin (als Benny Andersson) fester Bestandteil der ABBA Revival Show, welche europaweit unter verschiedenen Shownamen auftritt. 2014 wurde in Übereinkunft mit Polar Music (ABBA) der bisherige Name ABBACAPELLA in Swede Sensation geändert. 2021 trennte sich aus privaten Gründen der Gründer Tom Luca von der Band.
Gesamtmanagement und das Booking wird von Starlight Production betrieben.